# Gare de Jinan
La gare de Jinan est une gare ferroviaire chinoise de la LGV Qingdao - Jinan, située à proximité du centre-ville de Jinan capitale de la province du Shandong. 
Elle est mise en service en 1904.

## Situation ferroviaire
Établie à 33 mètres d'altitude, la gare de bifurcation de Jinan est située au point kilométrique (PK) 361,7, aboutissement de la LGV Qingdao - Jinan, après la gare de Jinan-Est. Dernière gare de la ligne avant le double embranchement avec la LGV Pékin - Shanghai ou les gares suivantes sont Jinan-Ouest (en direction de Pékin) et Taishan (en direction de Shanghai).
Elle est également située au PK 483,7 de la ligne de Pékin à Shanghai (chemin de fer classique) entre les gares de Bridge et de Dangjiazhuang.

## Service des voyageurs

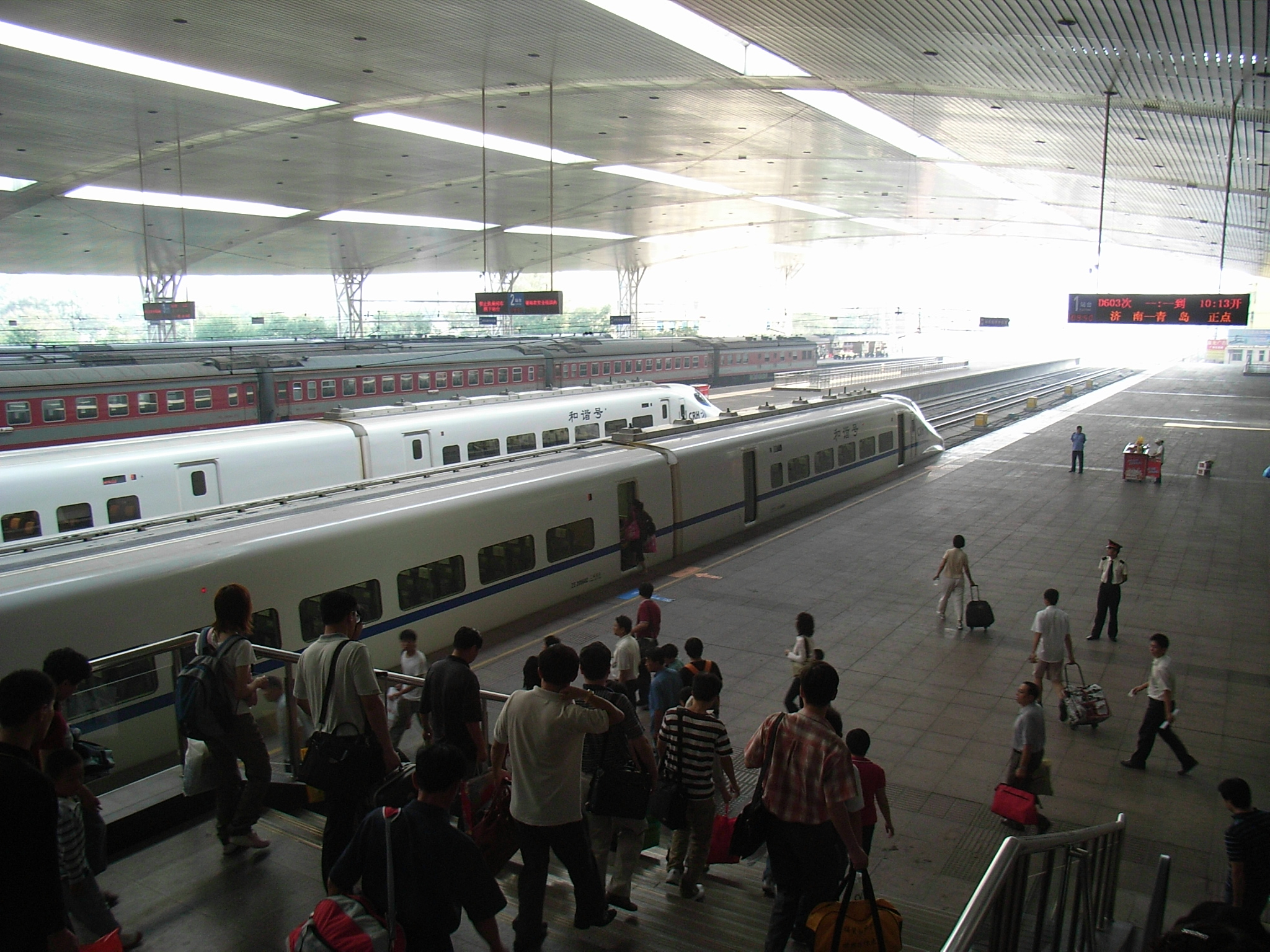
Quais de la gare en 2008.